# Clavaspis dentata
Clavaspis dentata är en insektsart som beskrevs av Ferris 1942. Clavaspis dentata ingår i släktet Clavaspis och familjen pansarsköldlöss.
Artens utbredningsområde är Panama. Inga underarter finns listade i Catalogue of Life.